# ZVVZ-Giant-AIS
ZVVZ-Giant-AIS war ein 1996 und 1997 bestehendes australisches Radsportteam.
Hauptsponsoren der zunächst Giant-Australian Institute of Sport genannten Mannschaft waren der taiwanische Fahrradhersteller Giant und das Australian Institute of Sport. Im Zuge des Zusammenschlusses mit der tschechischen Mannschaft Husqvarna wurde die Mannschaft in ZVVZ-Giant-AIS umbenannt. Der neue Hauptsponsor ZVVZ ist ein tschechischer Hersteller von Klimaanlagen. Sportliche Leiter der Mannschaft waren der australische Nationaltrainer Heiko Salzwedel, Brian Stephens und 1997 Jiri Zenisek.
Die Mannschaft löste sich am Ende der Saison 1997 auf. Ein Teil der Fahrer und der Sportliche Leiter Jiri Zenisek wechselten zur mithilfe des bisherigen Hauptsponsors ZVVZ neugegründeten tschechischen Mannschaft ZVVZ-DLD.

## Team 1997
| Name              | Geburtstag         | Nationalität | Team 1998                |
| ----------------- | ------------------ | ------------ | ------------------------ |
| Brett Dennis      | 21. Oktober 1971   | Australien   | Karriere beendet         |
| Paul Brosnan      | 23. Oktober 1973   | Australien   | Karriere beendet         |
| Nick Gates        | 1. März 1972       | Australien   | Die Continentale-Olympia |
| Slavomir Heger    | 3. März 1971       | Tschechien   | ZVVZ-DLD                 |
| Jan Hruška        | 4. Februar 1975    | Tschechien   | ZVVZ-DLD                 |
| Miroslav Kejval   | 7. November 1973   | Tschechien   | ZVVZ-DLD                 |
| Tomáš Konečný     | 11. Oktober 1973   | Tschechien   | ZVVZ-DLD                 |
| Petr Klasa        | 12. April 1977     | Tschechien   | ZVVZ-DLD                 |
| Damian McDonald † | 12. Mai 1972       | Australien   | Karriere beendet         |
| Peter Rogers      | 24. Oktober 1974   | Australien   | Amore & Vita             |
| Paul Rowney       | 2. Dezember 1970   | Australien   | HARO (MTB)               |
| Tomáš Sedláček    | 17. März 1967      | Tschechien   | Karriere beendet         |
| Jay Sweet         | 8. November 1972   | Australien   | Big Mat-Auber 93         |
| Jens Voigt        | 17. September 1971 | Deutschland  | GAN Crédit Agricole      |
| Matthew White     | 22. Februar 1974   | Australien   | Amore & Vita             |